# Cubicar
Cubicar se puede utilizar en diversas materias, como por ejemplo en arquitectura, en instalaciones de diversa índole (agua potable, electricidad, gas), en minería, en matemáticas, en excavaciones o en la construcción de estructuras de obra gruesa. Cabe destacar que todo en construcción significa cubicar, desde pintar hasta el procedimiento de aplicación de hierros en una estructura.
En construcción cubicar significa determinar la capacidad o el volumen de un cuerpo conociendo sus dimensiones. Esto es de gran utilidad para el cálculo del total del material que se necesitará para realizar un trabajo, sin embargo, la manera de cubicar un objeto va a variar de acuerdo al material de éste.
Para cubicar diversos objetos se deben calcular sus volúmenes de acuerdo a sus formas geométricas para así poder conocer las cantidades de los materiales que se necesitan para llevar a cabo el trabajo. Esto es de gran importancia, ya que cubicar conforma gran parte del presupuesto de una obra a realizar y aquel método servirá para saber cuánto se necesitará de cada material y su valor correspondiente.
Cubicar es básicamente cuantificar los diversos materiales utilizados en una obra de acuerdo a sus respectivos volúmenes, los cuales cada uno de ellos tendrá un valor monetario específico. 

## Antecedentes de la cubicación
Las obras arquitectónicas tienen su origen en la antigüedad, sin embargo, las primeras ideas sobre arquitectura se enmarcan en la prehistoria, donde fueron desarrolladas las primeras construcciones humanas.
Arquitectura prehistórica
La arquitectura prehistórica fue utilizada como un medio de construcción y expresión primitivo que permitió la comprensión de los pensamientos y las creencias de las culturas primitivas
Se pueden distinguir dos tipos de grandes construcciones:
1. Las construcciones megalíticas, que constan de enormes losas pétreas sin tallar, o medianamente destruidas.
2. Las construcciones ciclópeas, las cuales reciben este nombre debido a que los antiguos griegos las atribuyeron a unos seres místicos llamados cíclopes. Fueron edificadas con aparejo de piedras que podían ser o no escuadradas, devastadas y más pequeñas que las construcciones megalíticas.

Antigüedad
Primeras construcciones arquitectónicas
Las primeras construcciones arquitectónicas fueron de tipo militar, ya que, debido a las guerras, las poblaciones humanas se vieron en la necesidad de resguardarse. En este periodo se originaron las primeras ciudades delimitadas por murallas utilizadas para protegerse de amenazas externas.
Las segundas construcciones arquitectónicas fueron de carácter religioso. En ese entonces las creencias religiosas se basaban en la existencia de diversos dioses de características sobrenaturales a los cuales adoraban y respetaban. Debido a esto, las principales construcciones realizadas fueron templos y palacios que buscaban el contacto del hombre con las divinidades.
Primeras civilizaciones históricas
Las primeras civilizaciones consideradas históricas fueron Egipto y Mesopotamia, las cuales se encontraban a lo largo del río Nilo y en las cuencas de los ríos Tigris y Éufrates, respectivamente. 
Con el paso de los siglos, surgieron nuevos pueblos e imperios de gran importancia, como los persas, los fenicios y los hebreos.  Sin embargo, debido a su gran legado cultural y su aporte a la ingeniería, los egipcios y los mesopotámicos son considerados los más importantes en cuanto a la contribución a la técnica de cubicación.
Estas grandes civilizaciones desarrollaron importantes construcciones en donde los procesos primitivos matemáticos para la realización de éstas eran indispensables, por ello son unas de las que más aportes hicieron a los primeros sistemas numéricos y a las matemáticas. Un claro ejemplo del uso de estos sistemas matemático son las famosas pirámides edificadas por los egipcios, las cuales fueron obras realmente bien ejecutadas y que hasta el día de hoy continúan en pie y son alabas por su perfección.
En los años siguientes se sumaron otras civilizaciones como los griegos, seguidos por los romanos, entre otras, y cada una de ellas realizó diversos aportes. Por ejemplo, los griegos construyeron el Panteneón, los romanos aportaron con acueductos y el Coliseo, entre otras contribuciones en las cuales cada vez se acercaban más hacia el cálculo y la cubicación como los conocemos hoy en día.
En la antigüedad “cubicar” no existía propiamente como una técnica utilizada para la construcción de edificaciones arquitectónicas, sin embargo, aquellas civilizaciones sin saber que usaban esta técnica, la empleaban.
El origen de cubicar viene aproximadamente con las primeras construcciones del hombre, quien debió utilizar los primeros signos algebraicos para poder edificar una vivienda, un momento o un templo. 
Cabe destacar que cubicar está directamente relacionado con el cálculo y las matemáticas, por lo que finalmente esta técnica se le puede atribuir a grandes civilizaciones de la antigüedad, como Mesopotamia y Egipto.

## El concepto de cubicar en la construcción
Es importante destacar que con el proceso sistemático de cubicar se obtienen resultados cuantificables acompañados de una unidad métrica extraída del sistema métrico conocido a nivel global, los cuales son valores aproximados y no totalmente exactos, ya que siempre existen pérdidas por diversas circunstancias, es por esto que al presupuesto final se le agrega aproximadamente un 8% del total de éste. 
Para el proceso de cubicar se utiliza la aritmética y la geometría básica obteniendo como
resultados medidas expresadas en m, m^2, m^3, kg o unidades, entre otras, las cuales representan unidades de longitud, superficie, volumen, peso y cantidad, respectivamente.
Por ejemplo, si debemos medir el largo de una cancha de fútbol, sus unidades de medidas son expresadas en metros, kilómetros o millas, las cuales son medidas de longitud. Por otra parte, cuando debemos medir áreas, tendremos dos medidas de longitud que al multiplicarse entre sí dan como resultado una unidad de superficie. Por ejemplo, si aquella cancha de fútbol mide 50 metros de ancho por 90 metros de largo, el cálculo matemático será 90 metros x 50 metros, obteniendo como resultado 4500 m^2.
En cambio, si deseamos calcular el volumen de un objeto se tendrán tres unidades lineales que multiplicadas entre sí, darán como resultado una unidad de volumen (m^3). Por ejemplo, si deseamos calcular el volumen de un cubo de hielo que tiene 2 metro de largo, por 2 metros de ancho, por 2 metros de alto, el cálculo matemático será 2 metros x 2 metros x 2 metros, obteniendo como resultado 8 m^3.
Para cubicar en Arquitectura /Ingeniería (estructura) se requiere de trabajar sobre:
1.- Todo el legajo de planos en autocad DWG, planos de planta, elevaciones, detalles, cortes, emplazamientos,  etc.
2.- Las Especificaciones Técnicas de Arquitectura, Estructura y otros.
3.- Bases Técnicas y Administrativas.
4.- Ver referencia a Normas de construcción, Ordenanza General de Construcción.
5.-Respuestas a consultas en caso de licitación.
5.- Antecedentes del Proveedor o fabricante, si se dispone.
6.- Visitar el terreno y la obra ( en caso que deba armar el presupuesto una vez lista las cubicaciones).
7.- Un PC, o note book, destacadores, un escalímetro.
8.- Programas para el computador Excel, Autocad, Ms Project, Presto.
Cuando ha leído las especificaciones técnicas, se debe hacer un listado cronológico de acuerdo al índice usado en las Especificaciones Técnicas.
Se da el inicio armando un Itemizado insertando todas las actividades o partidas, enumerando exactamente igual que la numeración o indisación de las Especificaciones Técnicas, el cual va ser el genérico para el presupuesto.
Cualquier error u omisión en las EETT,  se agregará al final o a continuación de este itemizado con un título que diga:  "Partidas faltantes u omitidas",  según criterio personal que no es el de todos el mismo.
El principal uso de la cubicación es la construcción, por ello esta tarea se le asigna generalmente a ingenieros constructores e ingenieros civiles para llevar a cabo pequeñas y grandes obras. Además, debido a que no es una tarea de gran dificultad, la mayoría de las personas sumergidas en el rubro de la construcción sabe utilizar esta técnica.

## Progresos de la cubicación
En el transcurso de la antigüedad hasta la actualidad ha habido una gran cantidad de cambios en la forma de cubicar. La primera diferencia entre los años anteriores y el día de hoy, es que hoy existe un sistema de medición mucho más exacto y las herramientas que se poseen en la actualidad son mucho más elaboradas, lo que permite que cubicar sea una tarea mucho más simple. Por ejemplo, hasta hace unos años atrás, para cubicar se requería de un lápiz y papel para poder realizar los cálculos; en cambio, hoy existen softwares que hacen prácticamente todo el trabajo, ya que basta con ingresar ciertos valores y el sistema entregará el resultado. Otro ejemplo es el uso de ciertos programas, como Excel y Autocad, que permiten realizar planos, obtener medidas, etc. 
El perfeccionamiento de la cubicación ha traído consigo grandes avances en la construcción y mejoras en el sistema de vida de todos, debido a que gracias a este sistema se puede construir abaratando costos tanto económicos como de tiempo. Además, estos avances también ayudan al medio ambiente, ya que al saber cuál es la cantidad necesaria de los materiales a utilizar y el espacio exacto requerido para realizar la obra, no se necesitan utilizar recursos ni espacios demás que serían innecesarios para aquella construcción. 
Finalmente, gracias a la cubicación se han podido edificar algunas de las más importantes mega-construcciones para la ingeniería, como el Golden Gate , el Big Ben, las Torres Gemelas, entre otras.